# UCI Continental Circuits
UCI Continental Circuits er en serie landevejscyklings-konkurrencer som arrangeres af UCI. De fem toure (en for hvert kontinent; Europa, Afrika, Oceanien, Asien og Amerika) består af en serie løb hvor forskellige cykelhold konkurrerer regelmæssig. Tourene blev udviklet af UCI for at eksportere landevejscykling til steder udenfor Europa, hvor cykelsporten er mest populær og hvor Grand Tourerne bliver arrangeret.
UCI Continental Circuits er "lillebror" til UCI ProTour, og i ProTour-løbene finder man såkaldte "wild card"-hold, cykelhold fra Kontinental Tourene som bliver inviteret af løbarrangørene til at cykle i hvert enkelt ProTour-løb.

## UCI Afrika Tour

### Tidligere vindere i UCI Afrika Tour
Afrika Touren starter i oktober og afsluttes i september året efter
| År        | Individuel mester        | Individuel mester | Individuel mester                  | Vindernation | Vinderhold                           |
| År        | Navn                     | Land              | Hold                               | Vindernation | Vinderhold                           |
| --------- | ------------------------ | ----------------- | ---------------------------------- | ------------ | ------------------------------------ |
| 2004-2005 | Tiaan Kannemeyer         | Sydafrika         | Team Barloworld-Valsir             | Sydafrika    | Team Barloworld-Valsir               |
| 2005-2006 | Rabaki Jeremie Ouedraogo | Burkina Faso      | ASFA-Yennenga Ouagadougou          | Sydafrika    | Cycling Team Capec                   |
| 2006-2007 | Hassen Ben Nasser        | Tunesien          | Pharmacie Centrale                 | Sydafrika    | Barloworld                           |
| 2007-2008 | Nicholas White           | Sydafrika         | Team MTN                           | Sydafrika    | Team MTN                             |
| 2008–09   | Dan Craven               | Namibia           | Rapha Condor                       | Sydafrika    | Barloworld                           |
| 2009–10   | Abdelatif Saadoune       | Marokko           |                                    | Marokko      | MTN Energade                         |
| 2010–11   | Adil Jelloul             | Marokko           |                                    | Marokko      | Groupement Sportif Petrolier Algérie |
| 2011–12   | Tarik Chaoufi            | Marokko           |                                    | Marokko      | MTN Qhubeka                          |
| 2012–13   | Adil Jelloul             | Marokko           |                                    | Marokko      | MTN Qhubeka                          |
| 2013–14   | Mekseb Debesay           | Eritrea           | Bike Aid - Ride for Help           | Marokko      | MTN Qhubeka                          |
| 2015      | Salah Eddine Mraouni     | Marokko           | Morocco                            | Marokko      | Skabelon:Cykelholddata SKD           |
| 2016      | Issak Tesfom Okubamariam | Eritrea           | Skabelon:Cykelholddata SHJ         | Eritrea      | Skabelon:Cykelholddata Al Nasr       |
| 2017      | Willie Smit              | South Africa      | Skabelon:Cykelholddata 194         | Eritrea      |                                      |
| 2018      | Joseph Areruya           | Skabelon:RWA      | Skabelon:Cykelholddata LPM         | Eritrea      | Skabelon:Cykelholddata SNE           |
| 2019      | Daryl Impey              | South Africa      | Skabelon:Cykelholddata MTS men     | Sydafrika    | Skabelon:Cykelholddata PRO           |
| 2020      | Daryl Impey              | South Africa      | Skabelon:Cykelholddata MTS men     | Sydafrika    | Skabelon:Cykelholddata PRO           |
| 2021      | Biniam Ghirmay           | Eritrea           | Intermarché-Wanty-Gobert Matériaux | Sydafrika    | Skabelon:Cykelholddata PRO           |

## UCI Amerika Tour

### Tidligere vindere i UCI Amerika Tour
| År      | Individuel mester          | Individuel mester | Individuel mester                               | Vindernation | Vinderhold                 |
| År      | Navn                       | Land              | Hold                                            | Vindernation | Vinderhold                 |
| ------- | -------------------------- | ----------------- | ----------------------------------------------- | ------------ | -------------------------- |
| 2005    | Edgardo Simon              | Argentina         | Selle Italia-Diquigiovanni                      | Brasilien    | Health Net-Maxxis          |
| 2005–06 | José Serpa                 | Colombia          | Selle Italia-Diquigiovanni                      | Colombia     | Selle Italia-Diquigiovanni |
| 2006–07 | Svein Tuft                 | Canada            | Skabelon:Cykelholddata SYM                      | Colombia     | Skabelon:Cykelholddata SYM |
| 2007–08 | Manuel Medina              | Venezuela         | Gobernación del Zulia                           | USA          | Team Garmin-Chipotle       |
| 2008–09 | Gregorio Ladino            | Colombia          | Tecos de la Universidad Autónoma de Guadalajara | Colombia     | Diquigiovanni-Androni      |
| 2009–10 | Gregorio Ladino            | Colombia          | Boyaca Orgullo de America                       | Colombia     | Skabelon:Cykelholddata FUN |
| 2010–11 | Miguel Ubeto               | Venezuela         |                                                 | Colombia     | EPM-UNE                    |
| 2011–12 | Rory Sutherland            | Australien        | UnitedHealthcare                                | Colombia     | Real Cycling Team          |
| 2012–13 | Janier Acevedo             | Colombia          | Jamis-Hagens Berman                             | Colombia     | UnitedHealthcare           |
| 2013–14 | Juan Carlos Rojas Villegas | Costa Rica        | Frijoles Los Tierniticos-Arroz Halcón           | USA          | Team SmartStop             |
| 2015    | Toms Skujiņš               | Letland           | Hincapie Racing Team                            | Colombia     | Rally Cycling              |
| 2016    | Greg Van Avermaet          | Belgien           | BMC Racing Team                                 | Colombia     | Skabelon:Cykelholddata HSD |

## UCI Asien Tour

### Tidligere vindere i UCI Asien Tour
| År      | Individuel mester | Individuel mester | Individuel mester               | Vindernation | Vinderhold                 |
| År      | Navn              | Land              | Hold                            | Vindernation | Vinderhold                 |
| ------- | ----------------- | ----------------- | ------------------------------- | ------------ | -------------------------- |
| 2005    | Andrey Mizurov    | Kasakhstan        | Cycling Team Capec              | Kasakhstan   | Giant Asia Racing Team     |
| 2005–06 | Ghader Mizbani    | Iran              | Giant Asia Racing Team          | Iran         | Giant Asia Racing Team     |
| 2006–07 | Hossein Askari    | Iran              | Giant Asia Racing Team          | Iran         | Giant Asia Racing Team     |
| 2007–08 | Hossein Askari    | Iran              | Tabriz Petrochemical Team       | Japan        | Tabriz Petrochemical Team  |
| 2008–09 | Ghader Mizbani    | Iran              | Tabriz Petrochemical Team       | Kasakhstan   | Tabriz Petrochemical Team  |
| 2009–10 | Mehdi Sohrabi     | Iran              | Tabriz Petrochemical Team       | Iran         | Tabriz Petrochemical Team  |
| 2010–11 | Mehdi Sohrabi     | Iran              | Tabriz Petrochemical Team       | Iran         | Tabriz Petrochemical Team  |
| 2011–12 | Hossein Alizadeh  | Iran              | Tabriz Petrochemical Team       | Kasakhstan   | Skabelon:Cykelholddata TSG |
| 2012–13 | Julián Arredondo  | Colombia          | Nippo-Vini Fantini-Europa Ovini | Iran         | Tabriz Petrochemical Team  |
| 2013–14 | Samad Pourseyedi  | Iran              | Tabriz Petrochemical Team       | Iran         | Tabriz Petrochemical Team  |
| 2015    | Samad Pourseyedi  | Iran              | Tabriz Petrochemical Team       | Iran         | Pishgaman–Giant            |
| 2016    | Mark Cavendish    | Storbritannien    | Dimension Data                  | Iran         | Pishgaman–Giant            |

## UCI Europa Tour

### Tidligere vindere
| Sæson   | Individuel mester    | Individuel mester | Individuel mester                         | Vindernation | Vinderhold                   |
| Sæson   | Navn                 | Land              | Hold                                      | Vindernation | Vinderhold                   |
| ------- | -------------------- | ----------------- | ----------------------------------------- | ------------ | ---------------------------- |
| 2005    | Murilo Fischer       | Brasilien         | Naturino-Sapore di Mare                   | Italien      | AG2R Prévoyance              |
| 2005–06 | Niko Eeckhout        | Belgien           | Chocolade Jacques-Topsport Vlaanderen     | Italien      | Acqua & Sapone-Caffè Mokambo |
| 2006–07 | Alessandro Bertolini | Italien           | Serramenti PVC Diquigiovanni-Selle Italia | Italien      | Rabobank                     |
| 2007–08 | Enrico Gasparotto    | Italien           | Barloworld                                | Italien      | Acqua & Sapone-Caffè Mokambo |
| 2008–09 | Giovanni Visconti    | Italien           | ISD-NERI                                  | Italien      | Agritubel                    |
| 2009–10 | Giovanni Visconti    | Italien           | ISD-NERI                                  | Italien      | Vacansoleil                  |
| 2010–11 | Giovanni Visconti    | Italien           | Farnese Vini-Neri Sottoli                 | Italien      | FDJ                          |
| 2012    | John Degenkolb       | Tyskland          | Argos-Shimano                             | Italien      | Saur-Sojasun                 |
| 2013    | Riccardo Zoidl       | Østrig            | Gourmetfein–Simplon                       | Frankrig     | Europcar                     |
| 2014    | Tom Van Asbroeck     | Belgien           | Topsport Vlaanderen-Baloise               | Italien      | Topsport Vlaanderen-Baloise  |
| 2015    | Nacer Bouhanni       | Frankrig          | Cofidis                                   | Belgien      | Topsport Vlaanderen-Baloise  |
| 2016    | Baptiste Planckaert  | Belgien           | Wallonie-Bruxelles–Group Protect          | Belgien      | Wanty-Groupe Gobert          |

## UCI Oceanien Tour

### Tidligere vindere
| Sæson   | Individuel mester | Individuel mester | Individuel mester                         | Vindernation | Vinderhold                                |
| Sæson   | Navn              | Land              | Hold                                      | Vindernation | Vinderhold                                |
| ------- | ----------------- | ----------------- | ----------------------------------------- | ------------ | ----------------------------------------- |
| 2005    | Robert McLachlan  | Australien        | MG XPower Presented by BigPond            | Australien   | MG XPower Presented by BigPond            |
| 2005–06 | Gordon McCauley   | New Zealand       | Successfulliving.com presented by Parkpre | Australien   | Successfulliving.com presented by Parkpre |
| 2006–07 | Robert McLachlan  | Australien        | Drapac Porsche Development Program        | Australien   | Drapac Porsche Development Program        |
| 2007–08 | Hayden Roulston   | New Zealand       | Trek-Zookeepers Café                      | Australien   | SouthAustralia.com-AIS                    |
| 2008–09 | Peter McDonald    | Australien        | Drapac Porsche Cycling                    | Australien   | Drapac Porsche Cycling                    |
| 2009–10 | Michael Matthews  | Australien        | Team Jayco-Skins                          | Australien   | Team Jayco-Skins                          |
| 2011    | Richard Lang      | Australien        | Australia (landshold)                     | Australien   | Team Jayco-AIS                            |
| 2011-12 | Paul Odlin        | New Zealand       | Subway Cycling Team                       | Australien   | Team Jayco-AIS                            |
| 2013    | Damien Howson     | Australien        |                                           | Australien   | Huon Salmon-Genesys Wealth Advisers       |
| 2014    | Robert Power      | Australien        | Australia (landshold)                     | Australien   | Avanti Racing Team                        |
| 2015    | Taylor Gunman     | New Zealand       | Avanti Racing Team                        | New Zealand  | Avanti Racing Team                        |
| 2016    | Sean Lake         | Australien        | Avanti Racing Team                        | Australien   | Avanti Racing Team                        |

## Eksterne links
- UCI Afrika Tour Arkiveret 8. juli 2008 hos  Wayback Machine
- UCI Amerika Tour Arkiveret 6. juli 2008 hos  Wayback Machine
- UCI Asien Tour Arkiveret 20. juli 2008 hos  Wayback Machine
- UCI Europa Tour Arkiveret 4. juli 2008 hos  Wayback Machine
- UCI Oceanien Tour Arkiveret 6. juli 2008 hos  Wayback Machine